# Sensornätverk
Sensornätverk är ett datornätverk bestående av datoriserade sensorer.
Utvecklingen på området riktar in sig mot att ta fram så små, billiga och energisnåla komponenter som möjligt, det vill säga miniatyrisering. Syftet är att kunna sprida ett stort antal små sensorer över ett område.

## Användningsområden
Ett sensornätverk har många olika användningsområden. Man kan använda sensorer som snabbt placeras ut och med trådlös kommunikation kommunicerar med varandra. På så sätt kan man snabbt samla in information om ett område.
Man kan övervaka ett område för att se läckage av kemiska ämnen. Man kan se förekomst av personer, fordon, djur och andra rörliga objekt. Man kan övervaka industriprocesser. Man kan mäta temperatur, luftfuktighet, lufttryck och andra väderförhållanden. Man kan analysera rörliga havsströmmar. Vad som samlas in beror på vad sensorerna är gjorda för att upptäcka.

## Kommunikation

Typiskt sensornätverk med ad hoc-struktur

Varje sensor som blir en nod i ett nätverk samlar in data som sedan skickas vidare till nästa nod och slutligen når mottagaren av informationen. Dessa noder behöver kunna organisera sig själva och hitta informationsvägar som för tillfället fungerar, ett så kallat ad hoc-nätverk.
Utvecklingen och forskningen inom sensornätverkområdet går mot att det ska kunna styras och kommunicera via Internet. Man ska kunna använda IP-adresser som nätverkets positionsangivelser. Internetprotokollet TCP/IP har styrinformation som kanske blir mycket att hantera storleksmässigt och energimässigt för de små noderna men forskning sker för att banta ner protokollet (se externa länkar), eller så kan man låta en proxy i nätverkets utkant ha hand om kontakten med internet.
Avbrott i kommunikationen från varje nod i sensornätverket kan man räkna med i praktiken. Radioskugga, slut på energiförsörjning eller noder som förloras är flera orsaker till att förbindelsen mellan noderna bryts. Alternativ som Delay Tolerant Networking (DTN) diskuteras som en möjlig lösning. Vid ett avbrott lagras informationen och skickas om igen så fort kontakten återupptas.

## Gränssnitt
När det gäller gränssnittet för radiokommunikationen mellan noderna så finns ännu ingen riktig standard. Det existerar idag flera nätverksprotokoll som kan hantera ad hoc-nätverk. OLSR är ett exempel på ett ad hoc-protokoll som baseras på 802.11. Tekniken ZigBee som tagits fram som ett försök till standard bygger på 802.15.4 och har tagits fram av Institute of Electrical and Electronics Engineers (IEEE). Det fria frekvensområdet 2,4 gigahertz som ZigBee och 802.15.4 använder används också bland annat av Bluetooth och 802.11b.